# Acentuación en catalán
La acentuación en catalán incide sobre toda la sílaba de una palabra; el acento de palabra otorga prominencia a una sílaba dentro de una palabra y el acento de frase, a una sílaba dentro de una secuencia de palabras. El núcleo de la sílaba es siempre una vocal. El acento de palabra puede caer en una de las tres últimas sílabas, formándose así palabras agudas, llanas y esdrújulas. Algunas palabras pueden tener dos grados de acento: el primario (aquel más prominente) y el secundario.
El acento gráfico es un signo gráfico diacrítico que se escribe encima de algunas vocales para indicar la tonicidad; en catalán se usan el acento agudo o cerrado (´) y el acento grave o abierto (`). El uso de los acentos gráficos sobre la e y la o no es uniforme y presenta una cierta variación dialectal.

## Acento de palabra
En catalán, el acento de palabra es variable o libre y puede caer en una de las últimas tres sílabas: según si la sílaba acentuada es la última, la penúltima o la antepenúltima, la palabra es aguda u oxítona, llana o paroxítona, o esdrújula o proparoxítona. Este acento puede establecer diferencias semánticas (fàbrica, fabrica, fabricà; en castellano: fábrica, fabrica, fabricó). Todas las palabras monosílabas son tónicas (a excepción de los clíticos), las agudas suelen acabar en consonante y las llanas en vocal; las esdrújulas.
El catalán también presenta un acento secundario. El acento secundario morfológico se puede producir en el radical de la izquierda en palabras compuestas, palabras derivadas con prefijo tónico y en los adverbios formados con el sufijo -mente.

## Acento de frase
El acento de frase es el acento más prominente de una secuencia de palabras, y suele corresponder, en una oración enunciativa, a la sílaba tónica de la última palabra, a pesar de que puede cambiar si se quiere enfatizar una palabra diferente.

## Acento gráfico
En catalán, las vocales pueden traer dos tipos de acentos gráficos: el acento agudo (´) para las vocales bajas y medias bajas, o el grave (`) para las vocales medianas altas y altas. La vocal a sólo puede llevar el acento grave; la i y la u  sólo el agudo; la e y la o pueden traer tanto el agudo como el grave, y en algunos casos el uso de uno u otro dependerá de la forma dialectal. Además, la i y la u también pueden traer diéresis que enmarca en este caso el carácter vocálico o consonántico. El acento gráfico no solo explica la tonicidad de las vocales que lo traen, sino también el timbre, a pesar de que de nuevo este último no coincide con el timbre que tienen determinadas hablas. El acento gráfico se escribe tanto sobre las vocales mayúsculas cómo sobre las minúsculas, cuando corresponde.